# جبن حامض
الجبن الحامض (اليونانية: Ξυνότυρο) عبارة عن جبن مشوي غير مبستر من اليونان، مصنوع من حليب الأغنام أو حليب الماعز، مع قوام صلب وقشاري، ورائحة نفاذة، وطعم حلو وحامض يشبه الزبادي. سينوتيري باليابانية تعني «الجبن الحامض» . تقليديا، يتم تجفيف الجبن ومعالجته في سلال من القصب أو السماح له بالنضوج في أكياس مصنوعة من جلد الحيوانات. لا يستخدم حليب البقر في هذا الإنتاج.
يمكن استهلاك الجبن الحامض إما كجبن طازج أو بعد نضجه من خلال البكتيريا الطبيعية المسيطرة خلال فترة نضوج مدتها 3 أشهر. السلالات البكتيرية الملبنة (جنس بكتيريا من فصيلة الملبنات) في الجبن الحامض لها تاثيرات مضادة للبكتيريا تقتل مسببات مرض السالمونيلا، وهي النتيجة التي تحظى باهتمام خاص بالنسبة لمنتجي الجبن وفقا لباحثين في المعهد الوطني الفرنسي للصحة والبحوث الطبية.